# الكافي في فقه الإمام أحمد بن حنبل
الكافي في فقه الإمام أحمد بن حنبل هو كتاب فقهي، ألفه الحافظ ابن قدامة (541 هـ-620 هـ)، وهو كتاب على مذهب الإمام أحمد، يذكر فيه مؤلفه جل الروايات عن الإمام أحمد بن حنبل ودليل كل رواية، ومأخذ كل رواية.
قال الحافظ ابن قدامة في مقدمة كتابه الكافي:
| الكافي في فقه الإمام أحمد بن حنبل | هذا كتاب استخرت الله في تأليفه على مذهب إمام الأئمة ورباني الأمة أبي عبد الله أحمد بن محمد بن حنبل الشيباني في الفقه توسطت فيه بين الإطالة والاختصار وأومأت إلى أدلة مسائله مع الاقتصار وعزيت أحاديثه إلى كتب أئمة الأمصار ليكون الكتاب كافيا في فنه عما سواه مقنعا لقارئه بما حواه وافيا بالغرض تطويل جامعا بين بيان الحكم والدليل وبالله أستعين وعليه اعتمد وإياه أسأل أن يعصمنا من الزلل ويوفقنا لصالح القول والنية والعمل ويجعل سعينا مقربا إليه ونافعا لديه وينفعنا والمسلمين بما جمعنا ويبارك لنا فيما صنعنا وهو حسبنا ونعم الوكيل | الكافي في فقه الإمام أحمد بن حنبل |